# Caledonia (Village, New York)
Caledonia ist ein Village im Livingston County des US-Bundesstaats New York in den Vereinigten Staaten von Amerika. Das Dorf ist Kernort der gleichnamigen Town Caledonia.

## Geographie
Caledonia liegt in einer während der letzten Kaltzeit (Wisconsin Glaciation) durch Gletscher geformten Landschaft. Das Ortsgebiet ist daher weitgehend flach; der Boden häufig lehmig über Kalksteinvorkommen.

## Geschichte
Zu Beginn des 18. Jahrhunderts war das heutige Livingston County ein Teil des (Jagd-)Gebiets der Seneca. Nach der Amerikanischen Revolution erfolgte die Erschließung durch europäische Siedler. Um 1785 war östlich des Genesee Rivers eine erste Siedlung auf dem Gebiet der heutigen Town Avon entstanden.  Ab etwa 1797 bestand auch eine Siedlung westlich des Flusses, aus der das heutige Dorf Caledonia hervorging.
Verwaltungstechnisch war der Ort damals Teil der Town Northampton (heute Gates). Die formale Gründung der Town Caledonia als Abspaltung der Town Northampton erfolgte am 30. März 1802 zunächst unter dem Namen Southampton. Die Änderung auf den bestehenden Namen Caledonia erfolgte zum 15. April 1806. Die erste Kirche (presbyterianisch) wurde 1805 geweiht; eine erste Schule wurde ebenfalls im ersten Jahrzehnt des 19. Jahrhunderts eröffnet.
Innerhalb der Town Caledonia wurde der gleichnamige Hauptort 1891 zum Village erhoben.

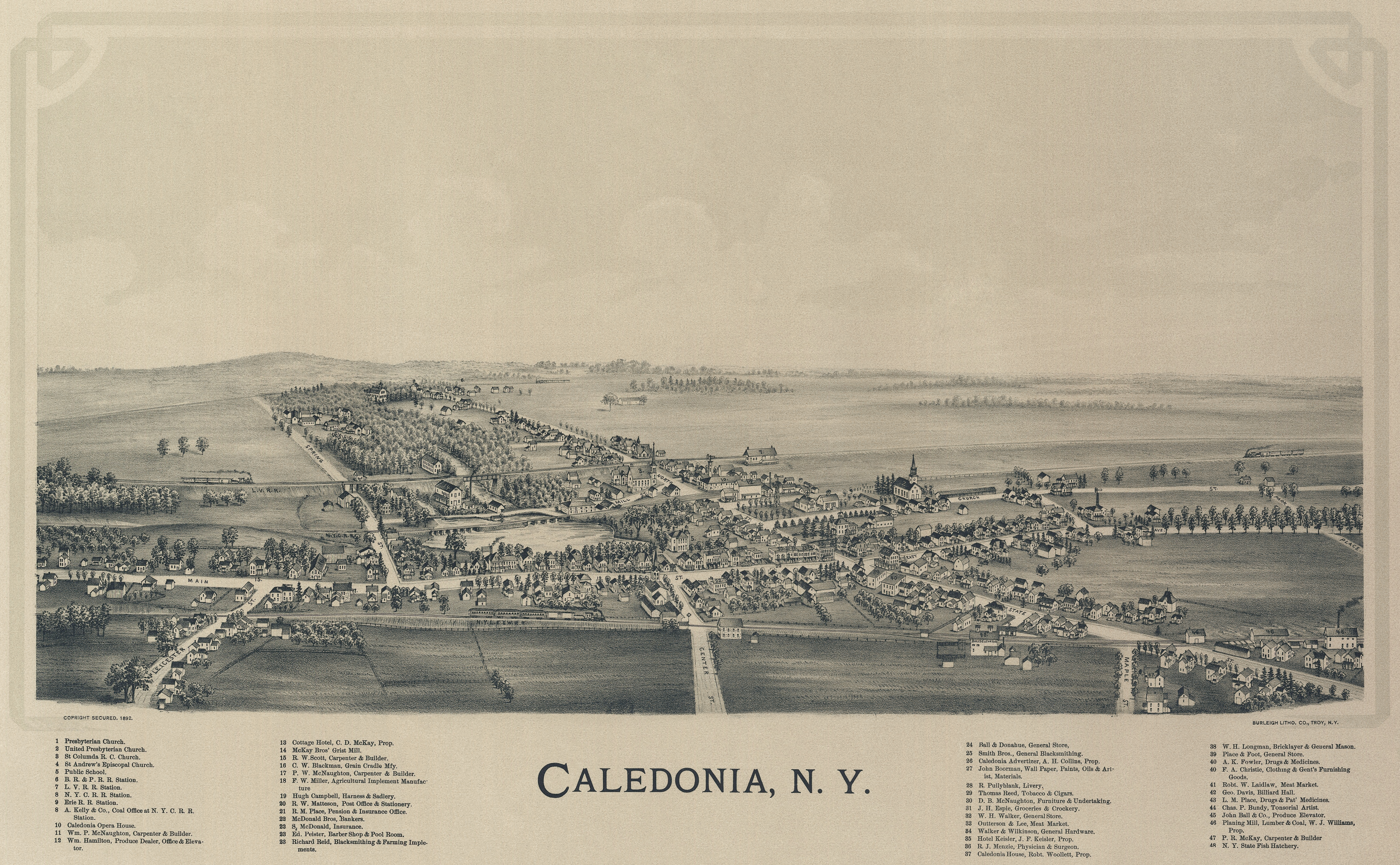
Caledonia, circa 1892

## Infrastruktur

### Verkehr
Die New York State Route 5 führt als überregionale Hauptstraße in Ost-West-Richtung durch das Ortsgebiet, New York State Route 36 in Nord-Süd-Richtung.
Schienengüterverkehr wird durch die Rochester and Southern Railroad angeboten.

### Bildung
In Caledonia befindet sich die High School Caledonia-Mumford Central School, deren Schulsprengel auch den Ort Mumford in der benachbarten Town Wheatland einschließt.

## Söhne und Töchter des Orts
- Elizabeth Martha Olmsted (1825–1910), Lyrikerin
- Angus Cameron (1826–1897), Politiker im US-Senat
- Norman H. Meldrum (1841–1920), Vizegouverneur des Bundesstaats Colorado